# Máximo de Alexandria
Máximo de Alexandria, foi o patriarca de Alexandria, entre os anos de 265 e 282. Foi durante seu episcopado que Paulo de Samósata foi exilado do Egito.
É venerado como santo pela Igreja Ortodoxa Copta, sendo sua festa celebrada no dia 23 de abril.